# Fehér Jánosné
Fehér Jánosné (sz. Vincze Irén) Fedémes, 1952. május 11.–) viseletkészítő, a Népművészet Mestere.

## Életútja
Édesapja Vincze B. Rudolf vájár, édesanyja Vincze P. Bianka mezőgazdasági dolgozó volt.
Már kislányként megismerkedett a hímzéssel. Tizennyolc évesen Borsodnádasdon tanulta a szabás-varrást. 1970-ben Egerbe költözött. Tíz év néptáncolás után kezdett viseleteket készíteni. Tanulmányozta a palóc öltözeteket, vászonhímzéseket. A régi viseleti darabok vizsgálata után kezdtem el az általam megálmodott ruhákat készíteni. Viseletein igyekszik megőrizni a jellegzetes palóc szabásvonalat, díszítéseket, motívumokat. Saját tervezésű ruhái mellett néptánc- és hagyományőrző együttesek számára is készít viseleteket.
2000 óta vezeti a tokaji Országos Csipke- és Viseleti Alkotótábort. Ugyanettől az évtől szervezi az egri Népviseleti Divatbemutatót. 2005 óta a Heves Megyei Népművészeti Egyesület elnöke.

## Díjai, kitüntetései
- A Népművészet Ifjú Mestere (1986)
- Népi Iparművész (1987)
- Pro Renovanda Cultura pályadíj (1995)
- Pro Renovanda Cultura Hungariae Népművészetért különdíj (2001)
- Népi Iparművészeti Nívódíj (1990)
- Népi Iparművészek Országos Kiállítása, arany oklevél (1987)
- Országos Népművészeti Kiállítás, I. díj (1987, 1996, 2000), ezüst oklevél (2005), bronzplakett (1994)
- Kis Jankó Bori hímzőpályázat I. díj (1994, 1999, 2001)
- Burda-díj (1995, 1996)
- Országos Textiles Konferencia I. díj (2000), II. díj (1994), III. díj (1994)
- VII. Országos „Mesterremek” pályázat, Mesterremek díj (2002)
- Népművészet Mestere díj (2006)